# Sarai Mir
Sarai Mir é uma cidade e uma nagar panchayat no distrito de Azamgarh, no estado indiano de Uttar Pradesh.

## Demografia
Segundo o censo de 2001, Sarai Mir tinha uma população de 15,526 habitantes. Os indivíduos do sexo masculino constituem 51% da população e os do sexo feminino 49%. Sarai Mir tem uma taxa de literacia de 58%, inferior à média nacional de 59.5%: a literacia no sexo masculino é de 64% e no sexo feminino é de 52%. Em Sarai Mir, 21% da população está abaixo dos 6 anos de idade.